# Повенецька тема
Повенецька тема — тема в шаховій композиції. Суть теми — луна-мати або луна-хамелеонні мати виконуються різними фігурами на одному полі при розгалуженні варіантів.

## Історія
В карельській шаховій газеті «Шахматное обозрение» № 5-6 1994 року в статті «Спасательный круг из Карелии» Валерій Іванов описав дві нових ідеї, які вперше він разом з іншими проблемістами Карелії почав активно розробляти. Одна з них має назву карельська тема, але розглянемо іншу. Так от спочатку він звернув увагу на задачу М. Кащеєва, в якій було виконано луна-хамелеонні мати різними фігурами на одному полі і втілив ідею оголошення з одного поля луна-матів. Згодом з таким задумом Валерій Іванов (09.10.1953) опублікував ряд задач й дав ідеї назву за географічним проживанням авторів — повенецька тема.
|   | a | b | c | d | e | f | g | h |   |
| 8 | b5 білий король · d5 білий кінь · d4 чорний пішак · g4 білий кінь · f3 білий ферзь · e1 чорний король | b5 білий король · d5 білий кінь · d4 чорний пішак · g4 білий кінь · f3 білий ферзь · e1 чорний король | b5 білий король · d5 білий кінь · d4 чорний пішак · g4 білий кінь · f3 білий ферзь · e1 чорний король | b5 білий король · d5 білий кінь · d4 чорний пішак · g4 білий кінь · f3 білий ферзь · e1 чорний король | b5 білий король · d5 білий кінь · d4 чорний пішак · g4 білий кінь · f3 білий ферзь · e1 чорний король | b5 білий король · d5 білий кінь · d4 чорний пішак · g4 білий кінь · f3 білий ферзь · e1 чорний король | b5 білий король · d5 білий кінь · d4 чорний пішак · g4 білий кінь · f3 білий ферзь · e1 чорний король | b5 білий король · d5 білий кінь · d4 чорний пішак · g4 білий кінь · f3 білий ферзь · e1 чорний король | 8 |
| 7 | b5 білий король · d5 білий кінь · d4 чорний пішак · g4 білий кінь · f3 білий ферзь · e1 чорний король | b5 білий король · d5 білий кінь · d4 чорний пішак · g4 білий кінь · f3 білий ферзь · e1 чорний король | b5 білий король · d5 білий кінь · d4 чорний пішак · g4 білий кінь · f3 білий ферзь · e1 чорний король | b5 білий король · d5 білий кінь · d4 чорний пішак · g4 білий кінь · f3 білий ферзь · e1 чорний король | b5 білий король · d5 білий кінь · d4 чорний пішак · g4 білий кінь · f3 білий ферзь · e1 чорний король | b5 білий король · d5 білий кінь · d4 чорний пішак · g4 білий кінь · f3 білий ферзь · e1 чорний король | b5 білий король · d5 білий кінь · d4 чорний пішак · g4 білий кінь · f3 білий ферзь · e1 чорний король | b5 білий король · d5 білий кінь · d4 чорний пішак · g4 білий кінь · f3 білий ферзь · e1 чорний король | 7 |
| 6 | b5 білий король · d5 білий кінь · d4 чорний пішак · g4 білий кінь · f3 білий ферзь · e1 чорний король | b5 білий король · d5 білий кінь · d4 чорний пішак · g4 білий кінь · f3 білий ферзь · e1 чорний король | b5 білий король · d5 білий кінь · d4 чорний пішак · g4 білий кінь · f3 білий ферзь · e1 чорний король | b5 білий король · d5 білий кінь · d4 чорний пішак · g4 білий кінь · f3 білий ферзь · e1 чорний король | b5 білий король · d5 білий кінь · d4 чорний пішак · g4 білий кінь · f3 білий ферзь · e1 чорний король | b5 білий король · d5 білий кінь · d4 чорний пішак · g4 білий кінь · f3 білий ферзь · e1 чорний король | b5 білий король · d5 білий кінь · d4 чорний пішак · g4 білий кінь · f3 білий ферзь · e1 чорний король | b5 білий король · d5 білий кінь · d4 чорний пішак · g4 білий кінь · f3 білий ферзь · e1 чорний король | 6 |
| 5 | b5 білий король · d5 білий кінь · d4 чорний пішак · g4 білий кінь · f3 білий ферзь · e1 чорний король | b5 білий король · d5 білий кінь · d4 чорний пішак · g4 білий кінь · f3 білий ферзь · e1 чорний король | b5 білий король · d5 білий кінь · d4 чорний пішак · g4 білий кінь · f3 білий ферзь · e1 чорний король | b5 білий король · d5 білий кінь · d4 чорний пішак · g4 білий кінь · f3 білий ферзь · e1 чорний король | b5 білий король · d5 білий кінь · d4 чорний пішак · g4 білий кінь · f3 білий ферзь · e1 чорний король | b5 білий король · d5 білий кінь · d4 чорний пішак · g4 білий кінь · f3 білий ферзь · e1 чорний король | b5 білий король · d5 білий кінь · d4 чорний пішак · g4 білий кінь · f3 білий ферзь · e1 чорний король | b5 білий король · d5 білий кінь · d4 чорний пішак · g4 білий кінь · f3 білий ферзь · e1 чорний король | 5 |
| 4 | b5 білий король · d5 білий кінь · d4 чорний пішак · g4 білий кінь · f3 білий ферзь · e1 чорний король | b5 білий король · d5 білий кінь · d4 чорний пішак · g4 білий кінь · f3 білий ферзь · e1 чорний король | b5 білий король · d5 білий кінь · d4 чорний пішак · g4 білий кінь · f3 білий ферзь · e1 чорний король | b5 білий король · d5 білий кінь · d4 чорний пішак · g4 білий кінь · f3 білий ферзь · e1 чорний король | b5 білий король · d5 білий кінь · d4 чорний пішак · g4 білий кінь · f3 білий ферзь · e1 чорний король | b5 білий король · d5 білий кінь · d4 чорний пішак · g4 білий кінь · f3 білий ферзь · e1 чорний король | b5 білий король · d5 білий кінь · d4 чорний пішак · g4 білий кінь · f3 білий ферзь · e1 чорний король | b5 білий король · d5 білий кінь · d4 чорний пішак · g4 білий кінь · f3 білий ферзь · e1 чорний король | 4 |
| 3 | b5 білий король · d5 білий кінь · d4 чорний пішак · g4 білий кінь · f3 білий ферзь · e1 чорний король | b5 білий король · d5 білий кінь · d4 чорний пішак · g4 білий кінь · f3 білий ферзь · e1 чорний король | b5 білий король · d5 білий кінь · d4 чорний пішак · g4 білий кінь · f3 білий ферзь · e1 чорний король | b5 білий король · d5 білий кінь · d4 чорний пішак · g4 білий кінь · f3 білий ферзь · e1 чорний король | b5 білий король · d5 білий кінь · d4 чорний пішак · g4 білий кінь · f3 білий ферзь · e1 чорний король | b5 білий король · d5 білий кінь · d4 чорний пішак · g4 білий кінь · f3 білий ферзь · e1 чорний король | b5 білий король · d5 білий кінь · d4 чорний пішак · g4 білий кінь · f3 білий ферзь · e1 чорний король | b5 білий король · d5 білий кінь · d4 чорний пішак · g4 білий кінь · f3 білий ферзь · e1 чорний король | 3 |
| 2 | b5 білий король · d5 білий кінь · d4 чорний пішак · g4 білий кінь · f3 білий ферзь · e1 чорний король | b5 білий король · d5 білий кінь · d4 чорний пішак · g4 білий кінь · f3 білий ферзь · e1 чорний король | b5 білий король · d5 білий кінь · d4 чорний пішак · g4 білий кінь · f3 білий ферзь · e1 чорний король | b5 білий король · d5 білий кінь · d4 чорний пішак · g4 білий кінь · f3 білий ферзь · e1 чорний король | b5 білий король · d5 білий кінь · d4 чорний пішак · g4 білий кінь · f3 білий ферзь · e1 чорний король | b5 білий король · d5 білий кінь · d4 чорний пішак · g4 білий кінь · f3 білий ферзь · e1 чорний король | b5 білий король · d5 білий кінь · d4 чорний пішак · g4 білий кінь · f3 білий ферзь · e1 чорний король | b5 білий король · d5 білий кінь · d4 чорний пішак · g4 білий кінь · f3 білий ферзь · e1 чорний король | 2 |
| 1 | b5 білий король · d5 білий кінь · d4 чорний пішак · g4 білий кінь · f3 білий ферзь · e1 чорний король | b5 білий король · d5 білий кінь · d4 чорний пішак · g4 білий кінь · f3 білий ферзь · e1 чорний король | b5 білий король · d5 білий кінь · d4 чорний пішак · g4 білий кінь · f3 білий ферзь · e1 чорний король | b5 білий король · d5 білий кінь · d4 чорний пішак · g4 білий кінь · f3 білий ферзь · e1 чорний король | b5 білий король · d5 білий кінь · d4 чорний пішак · g4 білий кінь · f3 білий ферзь · e1 чорний король | b5 білий король · d5 білий кінь · d4 чорний пішак · g4 білий кінь · f3 білий ферзь · e1 чорний король | b5 білий король · d5 білий кінь · d4 чорний пішак · g4 білий кінь · f3 білий ферзь · e1 чорний король | b5 білий король · d5 білий кінь · d4 чорний пішак · g4 білий кінь · f3 білий ферзь · e1 чорний король | 1 |
|   | a | b | c | d | e | f | g | h |   |

FEN: 8/8/8/1K1N4/3p2N1/5Q2/8/4k3
1. Sb4! ~ Zz
1. … Kd2 2. Qd3+ Ke1 3. Sc2#
        2. … Kc1 3. Qc2#
1. … d3 2. Qe3+ Kd1 3. Sf2#
        2. … Kf1 3. Qf2#
|   | a | b | c | d | e | f | g | h |   |
| 8 | a4 білий ферзь · g4 білий пішак · d3 чорний король · h3 білий пішак · g2 білий король · e1 білий слон | a4 білий ферзь · g4 білий пішак · d3 чорний король · h3 білий пішак · g2 білий король · e1 білий слон | a4 білий ферзь · g4 білий пішак · d3 чорний король · h3 білий пішак · g2 білий король · e1 білий слон | a4 білий ферзь · g4 білий пішак · d3 чорний король · h3 білий пішак · g2 білий король · e1 білий слон | a4 білий ферзь · g4 білий пішак · d3 чорний король · h3 білий пішак · g2 білий король · e1 білий слон | a4 білий ферзь · g4 білий пішак · d3 чорний король · h3 білий пішак · g2 білий король · e1 білий слон | a4 білий ферзь · g4 білий пішак · d3 чорний король · h3 білий пішак · g2 білий король · e1 білий слон | a4 білий ферзь · g4 білий пішак · d3 чорний король · h3 білий пішак · g2 білий король · e1 білий слон | 8 |
| 7 | a4 білий ферзь · g4 білий пішак · d3 чорний король · h3 білий пішак · g2 білий король · e1 білий слон | a4 білий ферзь · g4 білий пішак · d3 чорний король · h3 білий пішак · g2 білий король · e1 білий слон | a4 білий ферзь · g4 білий пішак · d3 чорний король · h3 білий пішак · g2 білий король · e1 білий слон | a4 білий ферзь · g4 білий пішак · d3 чорний король · h3 білий пішак · g2 білий король · e1 білий слон | a4 білий ферзь · g4 білий пішак · d3 чорний король · h3 білий пішак · g2 білий король · e1 білий слон | a4 білий ферзь · g4 білий пішак · d3 чорний король · h3 білий пішак · g2 білий король · e1 білий слон | a4 білий ферзь · g4 білий пішак · d3 чорний король · h3 білий пішак · g2 білий король · e1 білий слон | a4 білий ферзь · g4 білий пішак · d3 чорний король · h3 білий пішак · g2 білий король · e1 білий слон | 7 |
| 6 | a4 білий ферзь · g4 білий пішак · d3 чорний король · h3 білий пішак · g2 білий король · e1 білий слон | a4 білий ферзь · g4 білий пішак · d3 чорний король · h3 білий пішак · g2 білий король · e1 білий слон | a4 білий ферзь · g4 білий пішак · d3 чорний король · h3 білий пішак · g2 білий король · e1 білий слон | a4 білий ферзь · g4 білий пішак · d3 чорний король · h3 білий пішак · g2 білий король · e1 білий слон | a4 білий ферзь · g4 білий пішак · d3 чорний король · h3 білий пішак · g2 білий король · e1 білий слон | a4 білий ферзь · g4 білий пішак · d3 чорний король · h3 білий пішак · g2 білий король · e1 білий слон | a4 білий ферзь · g4 білий пішак · d3 чорний король · h3 білий пішак · g2 білий король · e1 білий слон | a4 білий ферзь · g4 білий пішак · d3 чорний король · h3 білий пішак · g2 білий король · e1 білий слон | 6 |
| 5 | a4 білий ферзь · g4 білий пішак · d3 чорний король · h3 білий пішак · g2 білий король · e1 білий слон | a4 білий ферзь · g4 білий пішак · d3 чорний король · h3 білий пішак · g2 білий король · e1 білий слон | a4 білий ферзь · g4 білий пішак · d3 чорний король · h3 білий пішак · g2 білий король · e1 білий слон | a4 білий ферзь · g4 білий пішак · d3 чорний король · h3 білий пішак · g2 білий король · e1 білий слон | a4 білий ферзь · g4 білий пішак · d3 чорний король · h3 білий пішак · g2 білий король · e1 білий слон | a4 білий ферзь · g4 білий пішак · d3 чорний король · h3 білий пішак · g2 білий король · e1 білий слон | a4 білий ферзь · g4 білий пішак · d3 чорний король · h3 білий пішак · g2 білий король · e1 білий слон | a4 білий ферзь · g4 білий пішак · d3 чорний король · h3 білий пішак · g2 білий король · e1 білий слон | 5 |
| 4 | a4 білий ферзь · g4 білий пішак · d3 чорний король · h3 білий пішак · g2 білий король · e1 білий слон | a4 білий ферзь · g4 білий пішак · d3 чорний король · h3 білий пішак · g2 білий король · e1 білий слон | a4 білий ферзь · g4 білий пішак · d3 чорний король · h3 білий пішак · g2 білий король · e1 білий слон | a4 білий ферзь · g4 білий пішак · d3 чорний король · h3 білий пішак · g2 білий король · e1 білий слон | a4 білий ферзь · g4 білий пішак · d3 чорний король · h3 білий пішак · g2 білий король · e1 білий слон | a4 білий ферзь · g4 білий пішак · d3 чорний король · h3 білий пішак · g2 білий король · e1 білий слон | a4 білий ферзь · g4 білий пішак · d3 чорний король · h3 білий пішак · g2 білий король · e1 білий слон | a4 білий ферзь · g4 білий пішак · d3 чорний король · h3 білий пішак · g2 білий король · e1 білий слон | 4 |
| 3 | a4 білий ферзь · g4 білий пішак · d3 чорний король · h3 білий пішак · g2 білий король · e1 білий слон | a4 білий ферзь · g4 білий пішак · d3 чорний король · h3 білий пішак · g2 білий король · e1 білий слон | a4 білий ферзь · g4 білий пішак · d3 чорний король · h3 білий пішак · g2 білий король · e1 білий слон | a4 білий ферзь · g4 білий пішак · d3 чорний король · h3 білий пішак · g2 білий король · e1 білий слон | a4 білий ферзь · g4 білий пішак · d3 чорний король · h3 білий пішак · g2 білий король · e1 білий слон | a4 білий ферзь · g4 білий пішак · d3 чорний король · h3 білий пішак · g2 білий король · e1 білий слон | a4 білий ферзь · g4 білий пішак · d3 чорний король · h3 білий пішак · g2 білий король · e1 білий слон | a4 білий ферзь · g4 білий пішак · d3 чорний король · h3 білий пішак · g2 білий король · e1 білий слон | 3 |
| 2 | a4 білий ферзь · g4 білий пішак · d3 чорний король · h3 білий пішак · g2 білий король · e1 білий слон | a4 білий ферзь · g4 білий пішак · d3 чорний король · h3 білий пішак · g2 білий король · e1 білий слон | a4 білий ферзь · g4 білий пішак · d3 чорний король · h3 білий пішак · g2 білий король · e1 білий слон | a4 білий ферзь · g4 білий пішак · d3 чорний король · h3 білий пішак · g2 білий король · e1 білий слон | a4 білий ферзь · g4 білий пішак · d3 чорний король · h3 білий пішак · g2 білий король · e1 білий слон | a4 білий ферзь · g4 білий пішак · d3 чорний король · h3 білий пішак · g2 білий король · e1 білий слон | a4 білий ферзь · g4 білий пішак · d3 чорний король · h3 білий пішак · g2 білий король · e1 білий слон | a4 білий ферзь · g4 білий пішак · d3 чорний король · h3 білий пішак · g2 білий король · e1 білий слон | 2 |
| 1 | a4 білий ферзь · g4 білий пішак · d3 чорний король · h3 білий пішак · g2 білий король · e1 білий слон | a4 білий ферзь · g4 білий пішак · d3 чорний король · h3 білий пішак · g2 білий король · e1 білий слон | a4 білий ферзь · g4 білий пішак · d3 чорний король · h3 білий пішак · g2 білий король · e1 білий слон | a4 білий ферзь · g4 білий пішак · d3 чорний король · h3 білий пішак · g2 білий король · e1 білий слон | a4 білий ферзь · g4 білий пішак · d3 чорний король · h3 білий пішак · g2 білий король · e1 білий слон | a4 білий ферзь · g4 білий пішак · d3 чорний король · h3 білий пішак · g2 білий король · e1 білий слон | a4 білий ферзь · g4 білий пішак · d3 чорний король · h3 білий пішак · g2 білий король · e1 білий слон | a4 білий ферзь · g4 білий пішак · d3 чорний король · h3 білий пішак · g2 білий король · e1 білий слон | 1 |
|   | a | b | c | d | e | f | g | h |   |

1. Dc6! ~ Zz
1. ... Ke3 2. Dd5 Kf4 3. Ld2#
        2. ... Ke2 3. Dd2#
1. ... Kd4 2. Kf3 Ke5 3. Lc3#
        2. ... Kd3 3. Dc3#
|   | a | b | c | d | e | f | g | h |   |
| 8 | a7 чорний пішак · a6 білий пішак · e5 білий король · b4 білий пішак · c4 чорний король · b1 білий ферзь · h1 білий слон | a7 чорний пішак · a6 білий пішак · e5 білий король · b4 білий пішак · c4 чорний король · b1 білий ферзь · h1 білий слон | a7 чорний пішак · a6 білий пішак · e5 білий король · b4 білий пішак · c4 чорний король · b1 білий ферзь · h1 білий слон | a7 чорний пішак · a6 білий пішак · e5 білий король · b4 білий пішак · c4 чорний король · b1 білий ферзь · h1 білий слон | a7 чорний пішак · a6 білий пішак · e5 білий король · b4 білий пішак · c4 чорний король · b1 білий ферзь · h1 білий слон | a7 чорний пішак · a6 білий пішак · e5 білий король · b4 білий пішак · c4 чорний король · b1 білий ферзь · h1 білий слон | a7 чорний пішак · a6 білий пішак · e5 білий король · b4 білий пішак · c4 чорний король · b1 білий ферзь · h1 білий слон | a7 чорний пішак · a6 білий пішак · e5 білий король · b4 білий пішак · c4 чорний король · b1 білий ферзь · h1 білий слон | 8 |
| 7 | a7 чорний пішак · a6 білий пішак · e5 білий король · b4 білий пішак · c4 чорний король · b1 білий ферзь · h1 білий слон | a7 чорний пішак · a6 білий пішак · e5 білий король · b4 білий пішак · c4 чорний король · b1 білий ферзь · h1 білий слон | a7 чорний пішак · a6 білий пішак · e5 білий король · b4 білий пішак · c4 чорний король · b1 білий ферзь · h1 білий слон | a7 чорний пішак · a6 білий пішак · e5 білий король · b4 білий пішак · c4 чорний король · b1 білий ферзь · h1 білий слон | a7 чорний пішак · a6 білий пішак · e5 білий король · b4 білий пішак · c4 чорний король · b1 білий ферзь · h1 білий слон | a7 чорний пішак · a6 білий пішак · e5 білий король · b4 білий пішак · c4 чорний король · b1 білий ферзь · h1 білий слон | a7 чорний пішак · a6 білий пішак · e5 білий король · b4 білий пішак · c4 чорний король · b1 білий ферзь · h1 білий слон | a7 чорний пішак · a6 білий пішак · e5 білий король · b4 білий пішак · c4 чорний король · b1 білий ферзь · h1 білий слон | 7 |
| 6 | a7 чорний пішак · a6 білий пішак · e5 білий король · b4 білий пішак · c4 чорний король · b1 білий ферзь · h1 білий слон | a7 чорний пішак · a6 білий пішак · e5 білий король · b4 білий пішак · c4 чорний король · b1 білий ферзь · h1 білий слон | a7 чорний пішак · a6 білий пішак · e5 білий король · b4 білий пішак · c4 чорний король · b1 білий ферзь · h1 білий слон | a7 чорний пішак · a6 білий пішак · e5 білий король · b4 білий пішак · c4 чорний король · b1 білий ферзь · h1 білий слон | a7 чорний пішак · a6 білий пішак · e5 білий король · b4 білий пішак · c4 чорний король · b1 білий ферзь · h1 білий слон | a7 чорний пішак · a6 білий пішак · e5 білий король · b4 білий пішак · c4 чорний король · b1 білий ферзь · h1 білий слон | a7 чорний пішак · a6 білий пішак · e5 білий король · b4 білий пішак · c4 чорний король · b1 білий ферзь · h1 білий слон | a7 чорний пішак · a6 білий пішак · e5 білий король · b4 білий пішак · c4 чорний король · b1 білий ферзь · h1 білий слон | 6 |
| 5 | a7 чорний пішак · a6 білий пішак · e5 білий король · b4 білий пішак · c4 чорний король · b1 білий ферзь · h1 білий слон | a7 чорний пішак · a6 білий пішак · e5 білий король · b4 білий пішак · c4 чорний король · b1 білий ферзь · h1 білий слон | a7 чорний пішак · a6 білий пішак · e5 білий король · b4 білий пішак · c4 чорний король · b1 білий ферзь · h1 білий слон | a7 чорний пішак · a6 білий пішак · e5 білий король · b4 білий пішак · c4 чорний король · b1 білий ферзь · h1 білий слон | a7 чорний пішак · a6 білий пішак · e5 білий король · b4 білий пішак · c4 чорний король · b1 білий ферзь · h1 білий слон | a7 чорний пішак · a6 білий пішак · e5 білий король · b4 білий пішак · c4 чорний король · b1 білий ферзь · h1 білий слон | a7 чорний пішак · a6 білий пішак · e5 білий король · b4 білий пішак · c4 чорний король · b1 білий ферзь · h1 білий слон | a7 чорний пішак · a6 білий пішак · e5 білий король · b4 білий пішак · c4 чорний король · b1 білий ферзь · h1 білий слон | 5 |
| 4 | a7 чорний пішак · a6 білий пішак · e5 білий король · b4 білий пішак · c4 чорний король · b1 білий ферзь · h1 білий слон | a7 чорний пішак · a6 білий пішак · e5 білий король · b4 білий пішак · c4 чорний король · b1 білий ферзь · h1 білий слон | a7 чорний пішак · a6 білий пішак · e5 білий король · b4 білий пішак · c4 чорний король · b1 білий ферзь · h1 білий слон | a7 чорний пішак · a6 білий пішак · e5 білий король · b4 білий пішак · c4 чорний король · b1 білий ферзь · h1 білий слон | a7 чорний пішак · a6 білий пішак · e5 білий король · b4 білий пішак · c4 чорний король · b1 білий ферзь · h1 білий слон | a7 чорний пішак · a6 білий пішак · e5 білий король · b4 білий пішак · c4 чорний король · b1 білий ферзь · h1 білий слон | a7 чорний пішак · a6 білий пішак · e5 білий король · b4 білий пішак · c4 чорний король · b1 білий ферзь · h1 білий слон | a7 чорний пішак · a6 білий пішак · e5 білий король · b4 білий пішак · c4 чорний король · b1 білий ферзь · h1 білий слон | 4 |
| 3 | a7 чорний пішак · a6 білий пішак · e5 білий король · b4 білий пішак · c4 чорний король · b1 білий ферзь · h1 білий слон | a7 чорний пішак · a6 білий пішак · e5 білий король · b4 білий пішак · c4 чорний король · b1 білий ферзь · h1 білий слон | a7 чорний пішак · a6 білий пішак · e5 білий король · b4 білий пішак · c4 чорний король · b1 білий ферзь · h1 білий слон | a7 чорний пішак · a6 білий пішак · e5 білий король · b4 білий пішак · c4 чорний король · b1 білий ферзь · h1 білий слон | a7 чорний пішак · a6 білий пішак · e5 білий король · b4 білий пішак · c4 чорний король · b1 білий ферзь · h1 білий слон | a7 чорний пішак · a6 білий пішак · e5 білий король · b4 білий пішак · c4 чорний король · b1 білий ферзь · h1 білий слон | a7 чорний пішак · a6 білий пішак · e5 білий король · b4 білий пішак · c4 чорний король · b1 білий ферзь · h1 білий слон | a7 чорний пішак · a6 білий пішак · e5 білий король · b4 білий пішак · c4 чорний король · b1 білий ферзь · h1 білий слон | 3 |
| 2 | a7 чорний пішак · a6 білий пішак · e5 білий король · b4 білий пішак · c4 чорний король · b1 білий ферзь · h1 білий слон | a7 чорний пішак · a6 білий пішак · e5 білий король · b4 білий пішак · c4 чорний король · b1 білий ферзь · h1 білий слон | a7 чорний пішак · a6 білий пішак · e5 білий король · b4 білий пішак · c4 чорний король · b1 білий ферзь · h1 білий слон | a7 чорний пішак · a6 білий пішак · e5 білий король · b4 білий пішак · c4 чорний король · b1 білий ферзь · h1 білий слон | a7 чорний пішак · a6 білий пішак · e5 білий король · b4 білий пішак · c4 чорний король · b1 білий ферзь · h1 білий слон | a7 чорний пішак · a6 білий пішак · e5 білий король · b4 білий пішак · c4 чорний король · b1 білий ферзь · h1 білий слон | a7 чорний пішак · a6 білий пішак · e5 білий король · b4 білий пішак · c4 чорний король · b1 білий ферзь · h1 білий слон | a7 чорний пішак · a6 білий пішак · e5 білий король · b4 білий пішак · c4 чорний король · b1 білий ферзь · h1 білий слон | 2 |
| 1 | a7 чорний пішак · a6 білий пішак · e5 білий король · b4 білий пішак · c4 чорний король · b1 білий ферзь · h1 білий слон | a7 чорний пішак · a6 білий пішак · e5 білий король · b4 білий пішак · c4 чорний король · b1 білий ферзь · h1 білий слон | a7 чорний пішак · a6 білий пішак · e5 білий король · b4 білий пішак · c4 чорний король · b1 білий ферзь · h1 білий слон | a7 чорний пішак · a6 білий пішак · e5 білий король · b4 білий пішак · c4 чорний король · b1 білий ферзь · h1 білий слон | a7 чорний пішак · a6 білий пішак · e5 білий король · b4 білий пішак · c4 чорний король · b1 білий ферзь · h1 білий слон | a7 чорний пішак · a6 білий пішак · e5 білий король · b4 білий пішак · c4 чорний король · b1 білий ферзь · h1 білий слон | a7 чорний пішак · a6 білий пішак · e5 білий король · b4 білий пішак · c4 чорний король · b1 білий ферзь · h1 білий слон | a7 чорний пішак · a6 білий пішак · e5 білий король · b4 білий пішак · c4 чорний король · b1 білий ферзь · h1 білий слон | 1 |
|   | a | b | c | d | e | f | g | h |   |

FEN: 8/p7/P7/4K3/1Pk5/8/8/1Q5B
1. Qb2! ~ Zz
1. ... Kb5 2. Qc3 Ka4 3. Bc6#
        2. ... K~   3. Qc6#
1. ... Kd3 2. Bf3 Kc4 3. Be2#
        2. ... Ke3 3. Qe2#